# Batalla de Châlons (274)
La batalla de Châlons, también llamada la batalla de los campos catalaunicos, se libró en febrero o marzo de 274 entre el emperador romano Aureliano (r. 270–275) y su rival, el emperador Tétrico I (r. 271–274) de la Galia en la región que hoy en día es Châlons-en-Champagne. Esta batalla, una victoria romana, marcó el final de la independencia del Imperio de la Galia y su reincorporación al Imperio romano después de 13 años de secesión.

## Contexto
El Imperio galo fue fundado en el marco de la crisis del siglo III (235–284), en la cual el Imperio Romano fue sacudido por golpes de estado casi constantes, con 26 emperadores diferentes que reinaron durante un período de 49 años. Su nombre es desconocido, y el Imperio galo es la forma en que se le llama convencionalmente en la literatura actual. Comprendió las provincias de Britania, Hispania y Galia y se secesiono bajo la época del emperador Galieno (r. 253–268). Galieno permaneció como único emperador después de que su padre, Valeriano (r. 253–260), fuera capturado por los persas en 260. Se vio abrumado por una serie de problemas, especialmente usurpadores y ataques bárbaros en los Balcanes y en toda la frontera del Rin, incluido un ataque de los Francos que llegó hasta Tarraco (Tarragona, España) en Hispania. Como Galieno no pudo evitarlos, Póstumo, un comandante militar en la frontera del Rin, se rebeló y se declaró emperador (r. 260–269); En ese momento, asesinó a Salonino (r. 258–260) , hijo y coemperador de Galieno, en Colonia Agrippina (Colonia, Alemania). Se centró en defender las provincias de la Galia y Germania y, en palabras del historiador romano Eutropio: "restauró las provincias casi agotadas con enorme vigor y moderación".
Galieno intentó vencerlo dos veces, pero fue rechazado en ambas ocasiones, obligándolo a aceptar la secesión; aunque no pudo acabar con Póstumo, se aseguró de que el Imperio Romano fuera defendido y colocó al Comandante Aureolo en el norte de Italia para evitar que Póstumo cruzara los Alpes. Póstumo no intentó marchar a Roma y destronarlo, sino que se quedó en la Galia para repeler los ataques de las tribus germánicas. Póstumo fue asesinado por sus soldados en 269 en Mogontiacum (Maguncia, Alemania) mientras reprimía la revuelta del usurpador Leliano (r. 269) porque se negó a dejar que sus soldados saquearan la ciudad. Después de su muerte, el oficial Marco Aurelio Mario (r. 269) fue elegido emperador. Si bien algunas fuentes sostienen que gobernó durante solo 2 días antes de ser asesinado por Victorino, quien había sido Prefecto del pretorio, comandante de la guardia pretoriana, bajo Póstumo, aunque la cantidad de monedas acuñadas por Mario indica que debe haber vivido más tiempo, al menos 3 meses. Victorino se declaró emperador a mediados de 269 en Augusta Treverorum (Tréveris, Alemania), dos días después de matar a Mario. El reinado de Victorino fue reconocido por las provincias de Britania y Galia, pero no por Hispania.
A principios de 271, Victorino fue asesinado en la ciudad de Colonia por Atitiano, un oficial del ejército, supuestamente por seducir a su esposa. Tras su muerte su madre mantuvo cierta influencia y sobornando militares consiguió la proclamación de Tétrico I como su sucesor, en la primavera de ese año en Burdigala (Burdeos, Francia), capital de la provincia Aquitania. A su ascenso, todas las provincias galas, excepto Narbonense, ocupadas en parte por Julio Placidiano general de Claudio II (r. 268–270), y Britania lo reconocieron, pero Bética, Lusitania y Tarraconense, en Hispania, y la ciudad de Argentoratum (Estrasburgo, Francia) aceptaron a Aureliano (r. 270–275), proclamado emperador en septiembre de 270 en Sirmio, Panonia. Mientras Aureliano centró sus fuerzas en derrotar al Imperio de Palmira bajo Zenobia, Tétrico logró recuperar el control de la Galia Narbonense y las porciones del suroeste de la Galia Aquitania.

## Batalla y secuelas
A principios de 274, Aureliano marchó hacia el norte de la Galia, al mismo tiempo que Tétrico llevó a sus tropas al sur de Augusta Treverorum para enfrentarse. Los ejércitos se encontraron en febrero o marzo en Châlons. Las fuentes dicen que la lucha fue inmensamente sangrienta, por lo que durante generaciones se la denominó la "catástrofe cataláunica", que lleva el nombre de los vecinos Campos Cataláunicos. El ejército de Tétrico fue totalmente derrotado y se rindió poco después de su derrota o poco más tarde, teniendo como la última fecha posible en marzo, cuando las monedas acuñadas cambiaron la efigie imperial de Tétrico y su hijo Tétrico II (r. 273 –274) por Aureliano. Fuentes antiguas como Aurelio Víctor, Eutropio, la Historia Augusta y Paulo Orosio sostienen que Tétrico había llegado a un trato con Aureliano, ofreciendo su rendición a cambio de una derrota honorable e impune, citando a Virgílio: "rescátame, invicto, de estos problemas" (Eripe me his, invicte, malis). Sin embargo, se cree que esta información fue producto de la propaganda imperial romana; Aureliano, que estaba tratando de estabilizar un imperio frágil, se benefició del rumor de que planeaba traicionar a su ejército, ya que sus tropas serían menos propensas a las revueltas.
Con su rendición, el Imperio Galo se reincorporó al Imperio Romano y Aureliano celebró un triunfó en Roma, con carros, 20 elefantes, 200 bestias (tigres, jirafas, alces, etc.), 800 gladiadores y cautivos de varias tribus bárbaras. Los jefes de los dos estados secesionistas, Tétrico y Zenobia, desfilaron en ese triunfo, junto con Tétrico II. Tétrico y su hijo no fueron encadenados en su marcha, sino que vestían bracarae (pantalones de la Galia). Aureliano los perdonó e hizo de Tétrico un senador y corrector (gobernador de una provincia más pequeña) de Lucania y Brucio, en el sur de Italia, o de toda Italia; la Historia Augusta dice que se hizo corrector de Lucania (corrector Lucaniae) en la biografía de Tétrico, pero asegura que fue corrector de toda Italia (corrector totius Italiae) en la biografía de Aureliano. Murió por causas naturales años más tarde como ciudadano privado.